# Tokugawa Iemitsu
Tokugawa Iemitsu (Kanji: 徳川家光, kana: とくがわいえみつ, phiên âm: Đức Xuyên Gia Quang, 12 tháng 8, 1604 - 8 tháng 6, 1651), là Vị Chinh Di Đại tướng quân thứ 3 của dòng họ Tokugawa trong lịch sử Nhật Bản, người nắm quyền cai trị trên thực tế của nước Nhật từ năm 1623 đến khi qua đời.
Iemitsu Là con trưởng của vị tướng quân thứ 2 Tokugawa Hidetada với người vợ chánh thất Oeyo (cháu gái Quỷ vương Oda Nobunaga), cháu nội của vị tướng quân Tokugawa Ieyasu trứ danh của nước Nhật. Một nhân vật có tầm ảnh hưởng rất lớn trong cuộc đời Iemitsu là Phu nhân Kasuga no Tsubone, người nhũ mẫu và cố vấn chính trị cho Tướng quân, chính là trung gian giữa triều đình Kyoto với Mạc phủ ở Edo. 
Có một số tin đồn nói rằng ông không phải là con trai của Hidetada mà là con trai của Ieyasu với Kasuga no Tsubone. Tuy nhiên điều này không được chứng thực trong lịch sử.
Không có nhiều thông tin về thiếu thời của Iemitsu, tên lúc nhỏ của ông là Takechiyo (竹 千代). Ông có hai chị gái, gồm Senhime và Masako, và một người em trai, người sau này sẽ trở thành đối thủ của ông, Tadanaga.
Ông bị nhiều người chỉ trích là kẻ sát nhân bởi cái chết của người em ruột Tokugawa Tadanaga cũng như xu hướng tình dục đồng giới của mình.
Dưới những năm cai trị của Tướng quân Iemitsu, Nhật Bản bắt đầu thời kỳ bài xích Công giáo, trục xuất người Tây Dương và bế quan tỏa cảng kéo dài hơn 200 năm. Những quyết sách này có tác dụng hạn chế những ảnh hưởng tiêu cực từ văn hóa nước ngoài, làm nền văn hóa Nhật phát triển với một bản sắc đậm đà và riêng biệt so với phần còn lại của thế giới, nhưng cũng có tiêu cực là khiến Nhật bị cô lập với bên ngoài, không nắm bắt được những thành tựu khoa học kĩ thuật tiên tiến và dần bị tụt hậu so với phương Tây.

## Cuộc sống ban đầu (1604–1617)
Tokugawa Iemitsu chào đời ngày 12 tháng 9 năm 1604. Ông là con trai lớn nhất của Tướng quân thứ 2 Tokugawa Hidetada và cháu nội của Tướng quân đầu tiên Tokugawa Ieyasu, một trong 3 vị anh hùng đã thống nhất Nhật Bản sau thời kỳ Chiến Quốc.  Ông cũng là đứa trẻ đầu tiên trong gia tộc Tokugawa chào đời kể từ khi Tokugawa Ieyasu trở thành Đại tướng quân (Shogun) năm 1603.
Thuở bé tên của ông là Takechiyo (Trúc Thiên Đại). Ông có một người chị, Senhime, vợ của Toyotomi Hideyori, người kế nghiệp Toyotomi Hideyoshi và là thành chủ thành Osaka, 1 em gái là Masako, sau được gả đến kinh đô và trở thành Hoàng hậu, cùng 1 em trai và cũng là đích thủ sau này, Tadanaga, người rất được lòng vợ chồng Hidetada. Hidetada và Oyeo rất muốn để Tadanaga trở thành người kế vị Tướng quân thay vì Takechiyo, tuy nhiên nhờ sự giúp đỡ của nhũ mẫu Kasuga, người đã thông báo sự việc cho Lão Tướng quân Ieyasu, và Ieyasu đã nhấn mạnh vị trí của Takechiyo là người kế vị không thể bàn cãi sau Hidetada.

## Người thừa kế của họ Tokugawa (1617 - 1632)
Ông đến tuổi trưởng thành vào năm 1617 và đổi tên thành Tokugawa Iemitsu. Trước kia, tên gọi này còn được phiên âm là Iyemitsu. Ông cũng chính thức trở thành người thừa kế chức Tướng Quân của Mạc phủ Tokugawa. Người duy nhất tranh giành địa vị này của ông là đứa em Tokugawa Tadanaga. Cuộc tranh tài giữa hai anh em diễn ra mạnh mẽ, họ đều cố chứng minh mình là người có tiềm năng kế thừa chức "Chinh di Đại tướng quân".
Từ thời trẻ, Iemitsu đã thực hiện truyền thống shudo. Tuy nhiên, năm 1620, ông trở nên bất hòa với người tình là Sakabe Gozaemon, một người bạn thời thơ ấu và người hầu cận của ông, 20 tuổi, và giết chết Gozaemon khi hai người đang ở trong bồn tắm.
Ngày 12 tháng 12 năm 1623, Iemitsu thành hôn với một tiểu thư dòng dõi thế gia đến từ Kyoto là Takatsukasa Takako, con gái của quan Chấp chính Takatsukasa Nobufusa. Mối quan hệ giữa hai người nhìn chung là tốt đẹp, tuy nhiên Takako đã ba lần sẩy thai và không thể sinh ra bất kỳ người thừa kế nào cho nhà Tokugawa.
Năm 1623, Tướng quân Hidetada thoái vị và tự nhận danh hiệu Ōgosho. Thế tử Iemitsu năm đó 19 tuổi kế nhiệm ngôi Tướng quân, tuy nhiên quyền hành trên thực tế vẫn nằm trong tay Hidetada.
Năm 1626, Tướng quân Iemitsu hộ tống Lão Tướng quân Hidetada đến kinh sư yết kiến Thiên hoàng Go-Mizunoo, Hoàng hậu Masako (con gái Hidetada, em gái Iemitsu), cùng Nội Thân vương Meishō. Tướng quân Iemitsu đã dâng nộp nhiều vàng bạc cho hoàng gia và các quan đại thần. Tuy nhiên mối giao tình của Hoàng gia với Mạc phủ nhanh chóng xấu đi bởi sự kiện Chiếc áo màu tím (紫衣事件 shi-e jiken), khi Thiên hoàng bị Mạc phủ lên án vì ban tặng những chiếc áo choàng màu tím cho 10 nhà sư mặc dù Mạc phủ không cho phép Thiên hoàng làm điều này trong vòng 2 năm (có thể nhằm mục đích ngăn chặn sự liên lạc giữa triều đình với các thế lực tôn giáo). Mấy năm sau khi Tướng quân Iemitsu cử Phu nhân Kasuga (xuất thân thường dân) thay mặt mình đến bái yết Thiên hoàng, Go-Mizunoo đã tức giận và thoái vị, nhường ngôi cho công chúa Meisho, con gái của Hoàng hậu Masako và là cháu gọi Iemitsu là cậu.
Ngày 24 tháng 2 năm 1632, Lão Tướng quân Hidetada qua đời, và Iemitsu từ đó nắm được thực quyền cai trị đất nước. Lo lắng về sự tồn tại của người em Tokugawa Tadanaga sẽ đe dọa đến ngôi vị của mình, ông ban cái chết cho Tadanaga bằng hình phạt seppuku (mổ bụng tự sát) năm 1633.

## Thời kỳ chấp chính (1632 - 1651)
Hidetada để cho các cố vấn của mình, bao gồm tất cả các daimyō kỳ cựu, làm nhiếp chính cho Iemitsu. Năm 1633, sau cái chết của em trai mình, Iemitsu đã cho sa thải toàn bộ những vị cố vấn này. Để thay thế cho vị trí của các cựu cố vấn do cha mình từng bổ nhiệm, Iemitsu đã chỉ định những người bạn thời thơ ấu của mình vào. Với sự giúp đỡ của họ, Iemitsu đã tạo ra một nền tảng cho chế độ cai trị tập trung quyền lực đầy mạnh mẽ. Điều này khiến ông không được lòng nhiều daimyō, nhưng Iemitsu chỉ đơn giản là muốn loại bỏ hoàn toàn các đối thủ có khả năng tiềm tàng sẽ chống lại ông trong một tương lai không xa.
Hệ thống sankin-kōtai của ông buộc các daimyō cư trú ở Edo theo thứ tự xen kẽ, dành một khoảng thời gian nhất định ở Edo và một khoảng thời gian nhất định ở vùng lãnh địa của họ. Người ta thường nói rằng một trong những mục tiêu chính của chính sách này là ngăn chặn các daimyō tích lũy quá nhiều của cải hoặc quyền lực bằng cách tách họ ra khỏi các lãnh địa của họ, trong một khoản thời gian nhất định trong năm và buộc họ phải thường xuyên dành ra một khoản ngân sách lớn để tài trợ cho chi phí đi lại khổng lồ liên quan đến các cuộc hành trình (cùng với một đoàn tùy tùng lớn) đến và đi từ Edo. Hệ thống này cũng bắt buộc vợ và người thừa kế của các daimyō phải ở lại Edo, họ sẽ trở thành con tin của Mạc phủ và hầu như bị mất liên lạc với các lãnh chúa ở quê nhà, về cơ bản là con tin có thể bị làm hại hoặc bị giết nếu các daimyō âm mưu nổi dậy chống lại Mạc phủ.
Năm 1637, một cuộc nổi dậy vũ trang chống lại các chính sách bài trừ Thiên chúa giáo của Iemitsu ở Shimabara, nhưng có những lý do khác liên quan, chẳng hạn như việc đánh thuế quá cao và đối xử tàn nhẫn của lãnh chúa Shimabara đối với nông dân địa phương. Sử gọi đây là Cuộc nổi dậy Shimabara. Hàng nghìn người bị giết trong những đợt trấn áp của Mạc phủ đối với cuộc nổi dậy và vô số người đã bị hành quyết sau đó. Việc nhiều người nổi dậy là người theo đạo Thiên chúa đã được Mạc phủ sử dụng như là một cái cớ thuận lợi để trục xuất người Bồ Đào Nha ra khỏi nước Nhật và hạn chế tối đa giao thương với người Hà Lan.
Trong suốt những năm 1630, Iemitsu đã ban hành một loạt các sắc lệnh nhằm hạn chế giao thương của Nhật Bản đối với thế giới bên ngoài. Người Nhật, từ những năm 1590 đã đi buôn bán rộng rãi ở Đông và Đông Nam Á (và trong một số trường hợp hiếm hoi là xa hơn nhiều), giờ đây đã bị cấm rời khỏi đất nước hoặc nếu họ đang ở nước ngoài và cố tìm cách trở về, hình phạt sẽ là cái chết. Những người châu Âu đã bị trục xuất khỏi Nhật, ngoại trừ những người liên kết với Công ty Đông Ấn Hà Lan, nhưng họ cũng bị hạn chế rất nhiều, chỉ cho phép giao thương ở đảo Dejima, cảng Nagasaki. Nhật Bản vẫn kết nối rất nhiều với thương mại quốc tế, thông tin và trao đổi văn hóa, mặc dù chỉ thông qua bốn con đường. Nagasaki là trung tâm thương mại nơi thực hiện các giao dịch với Công ty Đông Ấn Hà Lan, và với các thương nhân tự do người Trung Quốc. Vùng Satsuma kiểm soát các mối quan hệ với Vương quốc Lưu Cầu (và thông qua Lưu Cầu, có quyền xuất nhập cảng hàng hóa và thu thập thông tin của Trung Quốc, cũng như các sản phẩm từ đến từ phương xa thông qua các tuyến đường thương mại mà Lưu Cầu là trung gian), trong khi vùng Tsushima là nơi xử lý các công văn ngoại giao và việc buốn bán với Vương quốc Triều Tiên; cuối cùng là vùng Matsumae quản lý thông tin liên lạc với người Ainu (愛努人, tức người dân bản địa của Hokkaido, Sakhalin và quần đảo Kuril), cũng như hạn chế giao tiếp với những người có liên quan ở trên đất liền gần Sakhalin. Nhật Bản trong thời kỳ này thường được mô tả là "đóng cửa", hoặc dưới tên gọi sakoku (鎖国, "toả quốc"), nhưng kể từ những năm 1980, các học giả đã tranh luận về việc sử dụng các thuật ngữ như "hạn chế hàng hải" hoặc kaikin (海禁, cấm thương), nhấn mạnh thực tế là Nhật Bản không "đóng cửa" với thế giới bên ngoài, mà trên thực tế rất tích cực tham gia hội nhập vào thế giới bên ngoài, mặc dù thông qua một số con đường hạn chế.
Năm 1643, Nữ Thiên hoàng Meishō thoái vị nhường ngôi cho người em cùng cha khác mẹ (con trai của Go-Mizunoo), đó là Thiên hoàng Go-Kōmyō. Vị tân đế tỏ ra không thích Mạc phủ vì những chính sách bạo lực và tiếm quyền của Iemitsu. Ông ta liên tục đưa ra những lời chỉ trích nhắm vào Iemitsu và con trai cả đồng thời sẽ là người thừa kế của Mạc phủ, Tokugawa Ietsuna. 
Năm 1651, shōgun Iemitsu qua đời ở tuổi 47, là shōgun Tokugawa đầu tiên có triều đại kết thúc bằng cái chết và không thoái vị. Ông triều đình tặng hàm Shō ichi-i (Chánh Nhất vị / 正一位), truy tôn là Taiyūin (大猷院 / Đại Du viện) và được chôn cất tại Đền Taiyu-in, Nikko. Con trai cả của ông, Tokugawa Ietsuna, khi đó mới 11 tuổi, được lập lên kế thừa chức vị Tướng quân.

## Chống Âu hóa Nhật Bản và Sắc lệnh hạn chế hàng hải năm 1639
Trong suốt thế kỷ 16, Nhật Bản là một trong những quốc gia ở châu Á thu hút nhiều thương nhân và nhà truyền giáo châu Âu nhất. Một nhóm người Bồ Đào Nha đến đảo Tanegashima, trở thành những người châu Âu đầu tiên đến Nhật Bản. Điều này bắt đầu thời kỳ được gọi là thương mại Nanban (南蛮貿易 / Nam Ban mậu dịch). 
Từ năm 1545 trở đi, Nhật Bản chứng kiến sự xuất hiện của nhiều tàu châu Âu, đầu tiên là từ Bồ Đào Nha, và sau đó là từ Tây Ban Nha, Hà Lan và Anh. Bắt đầu từ năm 1549, với sự xuất hiện của Francis Xavier tại Kagoshima, một chiến dịch truyền giáo lớn, do các Tu sĩ Dòng Tên dẫn đầu, bắt đầu làm rung chuyển các cấu trúc xã hội của Nhật Bản. Hơn nữa, trên đảo Kyūshū, để duy trì hoạt động buôn bán của người châu Âu trên vùng đất của họ, một số daimyō đã đồng ý chuyển sang Cơ đốc giáo. Vào đầu thế kỷ 17, nửa triệu người Nhật Bản đã chuyển sang Cơ đốc giáo (dân số nước Nhật khi đó là 11 triệu người).
Tuy nhiên, trong thời kỳ Âu hóa này, ác cảm đối với người nước ngoài bắt đầu được lan rộng khắp Nhật Bản. Sau khi Tây Ban Nha chinh phục Philippines từ năm 1565 đến năm 1597, Toyotomi Hideyoshi, nhà cầm quyền quân sự và chính trị tối cao ở Nhật Bản vào thời điểm đó, bắt đầu nghi ngờ mạnh mẽ hơn về ý tốt của người châu Âu, và nghi ngờ lòng trung thành của các daimyō Thiên chúa giáo. Nhận thấy mối đe dọa mà Cơ đốc giáo có khả năng gây ra đối với sự ổn định chính trị, và trước sự trung thành của các daimyō đối với mình đối với Giáo hội, ông đã ban hành các Sắc lệnh chống Cơ đốc giáo, trục xuất các nhà truyền giáo nước ngoài và ra lệnh xử tử một số người theo đạo Công giáo nổi tiếng và những người đã cải đạo. Tuy nhiên, phải đến thời trị vì của Tokugawa Iemitsu, các chính sách chống Thiên chúa giáo mới được mở rộng đầy đủ hơn và có hiệu lực lâu dài hơn.
Sự hiện diện kéo dài hàng thế kỷ của các thương nhân và người truyền đạo Công giáo ở Nhật Bản đã kết thúc vào những năm 1630 khi Iemitsu ra lệnh trục xuất hầu hết những người châu Âu khỏi nước Nhật. Việc tiếp cận quan hệ thương mại của châu Âu với Nhật Bản bị hạn chế tối đa, Nhật chỉ cho phép một tàu Hà Lan đến mỗi năm. Các chính sách của Iemitsu về vấn đề này đã được củng cố sau vụ hành quyết hai người đàn ông Bồ Đào Nha, những người đến cầu xin tái lập chính sách ngoại thương trước đây của Nhật Bản. Vào cuối những năm 1630, Iemitsu đã ban hành một loạt các sắc lệnh quy định chi tiết hơn về hệ thống hạn chế dòng người, hàng hóa và thông tin ra vào đất nước.
Sắc lệnh nổi tiếng nhất trong số số đó là cái gọi là Sắc lệnh Sakoku (Tỏa quốc) năm 1635. Theo lệnh này, ông cấm mọi tàu thuyền và người dân đi du lịch hoặc buôn bán mà ra khỏi hải phận nước Nhật, cũng cấm không cho những người Nhật đang ở nước ngoài về nước. Hình phạt cho sự vi phạm sẽ là cái chết. Sắc lệnh cũng quy định việc ban thưởng hậu hĩnh cho bất kỳ ai cung cấp thông tin về các linh mục và tín đồ Công giáo nào đang lén lút truyền đạo trong lãnh thổ Nhật. Dù rằng vẫn cho phép giao thương một cách hết sức hạn chế với người Hà Lan, sắc lệnh quy định những công đoạn kiểm tra hết sức kỹ lưỡng trên con tàu mới để xét xem liệu rằng có những linh mục hay tín đồ Cơ Đốc nào lẩn tránh trên tàu hay không. Sắc lệnh quy định từng chi tiết liên quan đến các tàu nước ngoài đến Nhật. Ví dụ, các thương gia đến từ nước ngoài phải nộp danh sách hàng hóa mà họ mang theo trước khi được cấp phép giao dịch. Các điều khoản bổ sung quy định chi tiết về thời gian và hậu cần thương mại. Ví dụ, một điều khoản rằng "ngày khởi hành về nước của tàu nước ngoài không được muộn hơn ngày 20 của tháng thứ chín" (nghĩa là thời hạn tối đa của một tàu ngoại quốc ở Nhật được cho phép là 290 - 300 ngày). Ngoài ra, Iemitsu còn cấm thay đổi giá quy định đối với lụa thô và do đó đảm bảo rằng sự cạnh tranh giữa các thành phố buôn bán các loại mặt hàng này được giảm thiểu. Các biện pháp mà Iemitsu ban hành có tác dụng mạnh mẽ đến nỗi phải đến những năm 1850, các cảng của Nhật Bản mới mở cửa cho nhiều đối tác thương mại hơn, người phương Tây được tự do định cư và đi lại trong nước Nhật, và người Nhật Bản đã một lần nữa được tự do ra nước ngoài. Giai đoạn "hạn chế hàng hải" này, từ những năm 1630 cho đến những năm 1850, như đã mô tả ở trên, rất thường được gọi là sakoku, hoặc "toả quốc", nhưng nhiều học giả ngày nay đã tranh luận chống lại quan điểm rằng Nhật Bản đã "đóng cửa". Họ cho rằng các chính sách quan hệ quốc tế của Nhật Bản trong thời kỳ này nên được hiểu đơn giản là nhằm mục đích giữ cho các tương tác quốc tế được kiểm soát chặt chẽ; hơn nữa, họ nhấn mạnh rằng Nhật Bản không đơn độc trong việc tìm cách kiểm soát và hạn chế các tương tác quốc tế, và trên thực tế, gần như mọi cường quốc vào thời điểm đó đều có các chính sách quy định ai có thể giao thương, tại cảng nào, vào thời điểm nào, và bằng cách nào.

## Gia đình
- Cha: Tokugawa Hidetada (徳川秀忠, 1581 - 1632).
- Mẹ: Phu nhân Oyeo (於江与, 1573 - 1626)
- Vú nuôi: Kasuga no Tsubone (春日局, 1579 - 1643).
- Chính thất: Takatsukasa Takako (鷹司孝子 / Ưng Ti Hiếu Tử, 1622 - 1683), sau này là Honriin (Bổn Lý viện), con gái của Takatsukasa Nobufusa.
- Vợ lẻ:
  - Ofuri no Kata (? - 1640) tức Jishōin (自証院)
  - Oraku no Kata (1621–1653) tức Hōjuin (宝樹院), con gái của Aoki Toshinaga
  - Omasa no Kata (おまさの方)
  - Onatsu no Kata (1622-1683) tức Junshōin (順性院), con gái của Fujieda Shigeya
  - Otama no Kata (1627–1705) tức Keishoin (桂昌院), con gái của Honjo Sonsei
  - Orisa no Kata (? - 1674) tức Jokoin (定光院)
  - Oman no Kata (1624–1711) tức Eikoin (永光院)
  - Okoto no Kata (1614-1691) tức Hoshin'in (芳心院)

- Con cái:
  - (tháng 2 năm 1632), mẹ là Ofuri.
  - Chiyohime (1637 - 1699), mẹ là Ofuri. Kết hôn với Lãnh chúa Tokugawa Mitsutomo của phiên Owari, có 2 con trai và 2 con gái. Con gái duy nhất
  - Tokugawa Ietsuna (1641 - 1679), mẹ là Oraku. Con trai trưởng. Tướng quân đời thứ 4.
  - Tokugawa Kamematsu (1643 – 1647), mẹ là Omasa. Con trai thứ 2
  - Tokugawa Tsunashige (1644 - 1678), mẹ là Onatsu. Là Lãnh chúa phiên Kofu. Con trai thứ 3. Cha của Tokugawa Ienobu, Tướng quân đời thứ 6.
  - Tokugawa Tsunayoshi ((1646 - 1709), mẹ là Otama. Con trai thứ 4. Tướng quân đời thứ 5.
  - Tokugawa Tsurumatsu (1647 – 1648), mẹ là Orisa. Con trai thứ 5.

- Con gái nuôi:
  - Kametsuruhime (1613 – 1630), con gái của Tamahime và Maeda Toshitsune. Kết hôn với Mōri Tadahiro của vùng Tsuyama.
  - Tsuruhime (1618 – 1671), con gái của Matsudaira Tadanao. Kết hôn với Kujō Michifusa và có 3 con gái.
  - Manhime (1620 – 1700), con gái của Tamahime và Maeda Toshitsune. Kết hôn với Asano Mitsuakira và có 3 con trai.
  - Oohime, con gái của Tokugawa Yorifusa. Kết hôn với Maeda Mitsutaka và có 1 con trai.
  - Tsuhime (1636 – 1717) con gái của Ikeda Mitsumasa. Kết hôn với Ichijō Norisuke và có 1 con trai.